# 安井咲希
安井 咲希（やすい さき、1991年6月26日 - ）は、日本の女性声優、歌手、舞台女優。尾木プロ THE NEXT所属。愛知県出身。

## 経歴
好きな漫画や小説、絵本の世界に入りたいと思ったため、声優を目指した。
2013年、アミューズメントメディア総合学院声優学科を卒業し、尾木プロ THE NEXTに所属。
2013年、『ムシブギョー』OVA第1話で声優デビュー。

## 人物
- 公式上の特技はクラシックバレエ、名古屋弁。趣味は消しゴムハンコ作り、御朱印集めとなっている[2]。また、ポケモンカードを嗜んでいることを自身のTwitterアカウント上で公言している[5]。
- 自宅ではヒョウモントカゲモドキ（レオパルド・ゲッコー）を飼育しており、「つゆ」と名付けている[6]。
- 愛称のサキーシャは、共にバンめし♪のメンバーとして活動する、声優の田中貴子により付けられたもので、安井の演じる黒川亜理紗の愛称（アリーシャ）と咲希をかけている。

## 出演
太字はメインキャラクター。

### テレビアニメ
2015年
- WASIMO2

2017年
- TSUKIPRO THE ANIMATION（観客）

2018年
- アニマエール!（家庭科部員、女の子 他）
- ゾイドワイルド（子供）

2019年
- 明治東京恋伽（猫〈ロース〉）

2020年
- 遊☆戯☆王SEVENS（ニコ）

2022年
- 遊☆戯☆王ゴーラッシュ!!（2022年 - 2025年、一丸ミランダ）

2023年
- 異世界召喚は二度目です（市民、子供、リリー、女子生徒）

2024年
- 変人のサラダボウル（津山静香）

### OVA
2013年
- ムシブギョー（寅吉の妹）

### Webアニメ
- 40周年だよ!! コロコロオールスター小学校[14]（2017年、ゾンビーくん）

### ゲーム
2014年
- 限界凸記 モエロクロニクル（ショップのお姉さん）
- MARGINAL#4 IDOL OF SUPERNOVA（女子高生 他）

### ラジオ
※はインターネット配信。
- 山口勝平の殿様ラジオでGO！（蟻役、2015年 - 2016年、超!A&G+、文化放送※）[15]
- 白兎団本部放送（2018年 - 、YouTube※）[16]

### テレビ番組
※はインターネット配信。
- バンめし♪生放送（2018年 - 、YouTube※）[16]
- 芝崎典子と安井咲希の所定外学習（2020年 - 、ニコニコ動画※）[17]

### ドラマCD
- ひとりじめボーイフレンド（女子高生）
- ひとりじめマイヒーロー（櫂出先生、松沢モニカ）

### 舞台
- エゴエゴ6（2015年、劇団 THE NEXT[18]）[19]
- ことだま屋リーディング部ブクロ支店（2016年）[20]
- ことだま屋EXステージ「クロボーズ」(2016年、茶々 他）[21]
- テケテケ西遊記（2017年、劇団 THE NEXT[18]）[22]

### その他コンテンツ
- バンめし♪（黒川亜理紗 / アリーシャ）

## ディスコグラフィ

### キャラクターソング
| 発売日         | 商品名                                         | 歌                                           | 楽曲                                          | 備考                |
| -------------- | ---------------------------------------------- | -------------------------------------------- | --------------------------------------------- | ------------------- |
| 2018年12月5日  | ビター・エスケープ                             | 黒川亜理紗（安井咲希）                       | 「ビター・エスケープ 〜アリーシャ edition〜」 | 『バンめし♪』関連曲 |
| 2019年3月13日  | 漂白脱兎                                       | Blanc Bunny Bandit [黒川亜理紗（安井咲希）]  | 「たたえよ！絶対覇権アリーシャ帝国」          | 『バンめし♪』関連曲 |
| 2019年3月13日  | 漂白脱兎                                       | Blanc Bunny Bandit                           | 「全力ドラマティック」                        | 『バンめし♪』関連曲 |
| 2019年3月13日  | 漂白脱兎                                       | Blanc Bunny Bandit                           | 「アバンギャルド・ガールズ」                  | 『バンめし♪』関連曲 |
| 2020年3月18日  | 共鳴性白染自由主義                             | Blanc Bunny Bandit                           | 「共鳴性白染自由主義」                        | 『バンめし♪』関連曲 |
| 2020年3月18日  | 共鳴性白染自由主義                             | Blanc Bunny Bandit［黒川亜理紗（安井咲希）］ | 「 栄光と粛清のマーチ」                       | 『バンめし♪』関連曲 |
| 2020年3月18日  | 共鳴性白染自由主義                             | Blanc Bunny Bandit                           | 「翠緑と紅蓮」                                | 『バンめし♪』関連曲 |
| 2020年3月18日  | 共鳴性白染自由主義                             | Blanc Bunny Bandit                           | 「新世界ライオット」                          | 『バンめし♪』関連曲 |
| 2020年12月16日 | バンめし♪ ふるさとグランプリ ROUND3 〜秋の陣〜 | Blanc Bunny Bandit                           | 「ハラショー！おにぎりサーカス団☆」           | 『バンめし♪』関連曲 |

### ユニットメンバー
1. ↑  黒川亜理紗（安井咲希）、百武もなか（田中貴子）
2. ↑  黒川亜理紗（安井咲希）、栗花落夜風（楠木ともり）
3. 1 2  栗花落夜風（楠木ともり）、吉廻千代（高橋未奈美）、黒川亜理紗（安井咲希）、百武もなか（田中貴子）
4. ↑  吉廻千代（高橋未奈美）、黒川亜理紗（安井咲希）
5. ↑  アリーシャ（安井咲希）、もなか（田中貴子）